# Christoph Höhne
Christoph Höhne (* 12. února 1941 Borsdorf) je bývalý východoněmecký atlet, chodec, olympijský vítěz v chůzi na 50 km z roku 1968.

## Sportovní kariéra
Specializoval se na 50 km chůze a v této disciplíně získal mezinárodní úspěchy. V Mexiku v roce 1968 zvítězil s desetiminutovým náskokem před druhým v pořadí, v Tokiu v roce 1964 skončil šestý a v Mnichově v roce 1972 došel do cíle čtrnáctý. Dvakrát se stal mistrem Evropy na 50 km chůze – v Athénách v roce 1969 a v Římě v roce 1974. V Helsinkách v roce 1971 získal stříbrnou medaili.